# 李晓峰 (解放军)
李晓峰（1954年1月—），男，江苏阜宁人。中国人民解放军中将，中华人民共和国一级大检察官。

## 生平
1972年12月入伍，1975年6月加入中国共产党。1972年12月入伍之后，历任沈阳军区某集团军战士、排长、师宣传科干事等职务。1978年转入军队司法系统，历任沈阳军区军事法院审判员、直属法院副院长，中国人民解放军军事法院审判员、副庭长、庭长、副院长等职。
2009年10月31日，第十一届全国人民代表大会常务委员会第十一次会议表决通过任免决定，年已60岁的高来夫少将被免去中国人民解放军军事检察院检察长职务，由李晓峰少将接任。李晓峰也由此升为正军级将官。2014年8月1日之前，年满60岁的李晓峰晋升为副大军区职，根据《中华人民共和国现役军官法》的规定，军官平时服现役的最高年龄，任正军级职务为60岁，任副大军区级职务为63岁，所以李晓峰的最高服役年限延长3年。
2016年1月，任新组建的中央军委政法委员会首任书记。此前，该职务由中共中央政法委员会委员、中国人民解放军总政治部副主任、中央军委纪委书记杜金才上将兼任。2016年8月，接替杜金才任中共中央政法委员会委员。2017年，到龄不再担任中央军委政法委员会书记、中共中央政法委员会委员职务。
2015年10月31日晚间的央视《军事报道》视频披露，中国人民解放军军事检察院检察长李晓峰10月30日佩戴中将军衔肩章出席了总政治部党委扩大会议。这意味着，2014年11月5日之前晋升副大军区职的李晓峰已在2015年10月30日之前由少将军衔晋升为中将军衔。